# Clepsimacha
Clepsimacha là một chi bướm đêm thuộc họ Gelechiidae.